# Подземни свет: Успон лајкана
Подземни свет: Успон лајкана (енгл. Underworld: Rise of the Lycans) амерички је акциони хорор филм из 2009. године. Режију потписује Патрик Татопулос, по сценарију Денија Макбрајда, Дирка Блекмена и Хауарда Макејна. Трећи је део филмског серијала Подземни свет и наставак филма Подземни свет: Еволуција (2006). Главне улоге тумаче: Мајкл Шин, Бил Нај, Рона Митра, Стивен Макинтош и Кевин Гревију.
Приказан је 23. јануара 2009. године. Добио је помешане рецензије критичара и зарадио преко 91 милион долара, у односу на буџет од 35 милиона долара.

## Радња
У средњем веку, као снажни вођа истиче се млади вукодлак Лусијан који поведе своју врсту лајкана у побуну против Виктора, окрутног вампирског владара који их је поробио. Лусијану се у његовој борби за слободу прикључује и Соња, његова љубавница која скрива тајну.

## Улоге
| Глумац          | Улога   |
| --------------- | ------- |
| Мајкл Шин       | Лусијан |
| Бил Нај         | Виктор  |
| Рона Митра      | Соња    |
| Стивен Макинтош | Андреас |
| Кевин Гревију   | Разе    |
| Дејвид Астон    | Колман  |
| Елизабет Хоторн | Орсова  |
| Крејг Паркер    | Сабас   |
| Лари Ру         | Коста   |
| Џаред Тернер    | Кристо  |
| Тимоти Раби     | Јанош   |
| Тања Нолан      | Лука    |